# Maurice Sand
Pour les articles homonymes, voir Sand.
Jean-François-Maurice-Arnauld, baron Dudevant, dit Maurice Sand, né le 30 juin 1823 à Paris et mort le 4 septembre 1889 à Nohant-Vic (Indre), est un écrivain, entomologiste et peintre français. Il est le fils de George Sand.

## Biographie

### Naissance et jeunesse
Maurice Dudevant est le fils du baron François Casimir Dudevant et de la romancière et écrivaine George Sand, dont il adopte le pseudonyme. Très attaché à sa mère, il vivra toujours auprès d'elle. Elle lui donne comme précepteur le Nîmois Jules Boucoiran.
Jeune homme, sa mère observe : « Maurice se porte comme le pont Neuf. Il est fort gras, rose, ingambe, il pioche le jardin et l'histoire avec autant d'aisance l'un que l'autre (...) Il fait l'admiration du docteur par sa belle santé. »
Maurice Sand est brièvement le seul élève du peintre Eugène Delacroix, avec qui les relations sont tendues.

### Mariage
Le 17 mai 1862, à 39 ans, plus ou moins incité par sa mère, il épouse à Nohant Lina Calamatta, fille de l'un de ses amis, le peintre et graveur italien Luigi Calamatta, disciple d'Ingres, qui fait un portrait de lui en 1828, dont il copie le style et reproduit certaines œuvres et de Joséphine Raoul-Rochette, également peintre. Encore toute jeune femme, Lina Calamatta aurait déclaré : « J'épouse Maurice, car je ne peux épouser sa mère ». Elle n'apporte pas la dot espérée pour rétablir les finances de la famille, mais fait la joie de George Sand, qui, dans sa correspondance, dit d'elle : « La petite femme est charmante et je ne pense plus qu’à la gâter. Elle a beaucoup de charme et de vitalité. C’est du soleil sur Nohant. »
Le couple a deux filles :
- Aurore (1866-1961) qui épousera le peintre Charles Frédéric Lauth (1865–1922), possédait un hôtel particulier rue de Bagneux dans le 6e arrondissement de Paris et vécut à Nohant jusqu'à sa mort.
- Gabrielle (1868-1909) qui épousera un professeur de dessin italien, Romeo Palazzi.

Sa mère doit vendre ses trois tableaux de Delacroix afin de lui assurer une confortable rente annuelle de 3 000 francs-or. Plus tard[Quand ?], à court d'argent, lui-même vend la petite maison du village de Gargilesse, léguée par son camarade de jeunesse Alexandre Manceau qui l'avait acquise et baptisée « villa Algira » - du nom d'un papillon d'Alger exceptionnellement trouvé sur place - pour l'offrir à George Sand, dont il a été l'homme de confiance, et l'amant, pendant quinze ans[réf. nécessaire].
Il voyage beaucoup, notamment au Québec et aux États-Unis, où il rencontre Abraham Lincoln[réf. nécessaire].

### Carrière
Maurice Sand illustre plusieurs romans de sa mère pour une édition des Œuvres de George Sand publiée en neuf volumes par Hetzel entre 1852 et 1856, où ses illustrations, gravées par Delaville, alternent avec celles de Tony Johannot.
Auteur de plusieurs romans, il est surtout connu pour l’étude monumentale qu’il a rédigée sur la commedia dell'arte : Masques et Bouffons (comédie italienne) (1860).
Grand éleveur et collectionneur de papillons, il est membre de la Société entomologique de France (1855).
Il possède un théâtre de marionnettes au no 16 chaussée de la Muette (16e arrondissement de Paris), dans un appartement loué en 1853.
Après la mort de sa mère, en 1876, Maurice Sand cède le mobilier des chambres de Nohant dites « à donner », et depuis restées vides[réf. nécessaire].

### Mort
Maurice Sand meurt le 4 septembre 1889 à Nohant-Vic.
Depuis 1889, il repose en face de sa mère et à côté de sa femme dans le petit cimetière familial qui jouxte le cimetière communal de Nohant.

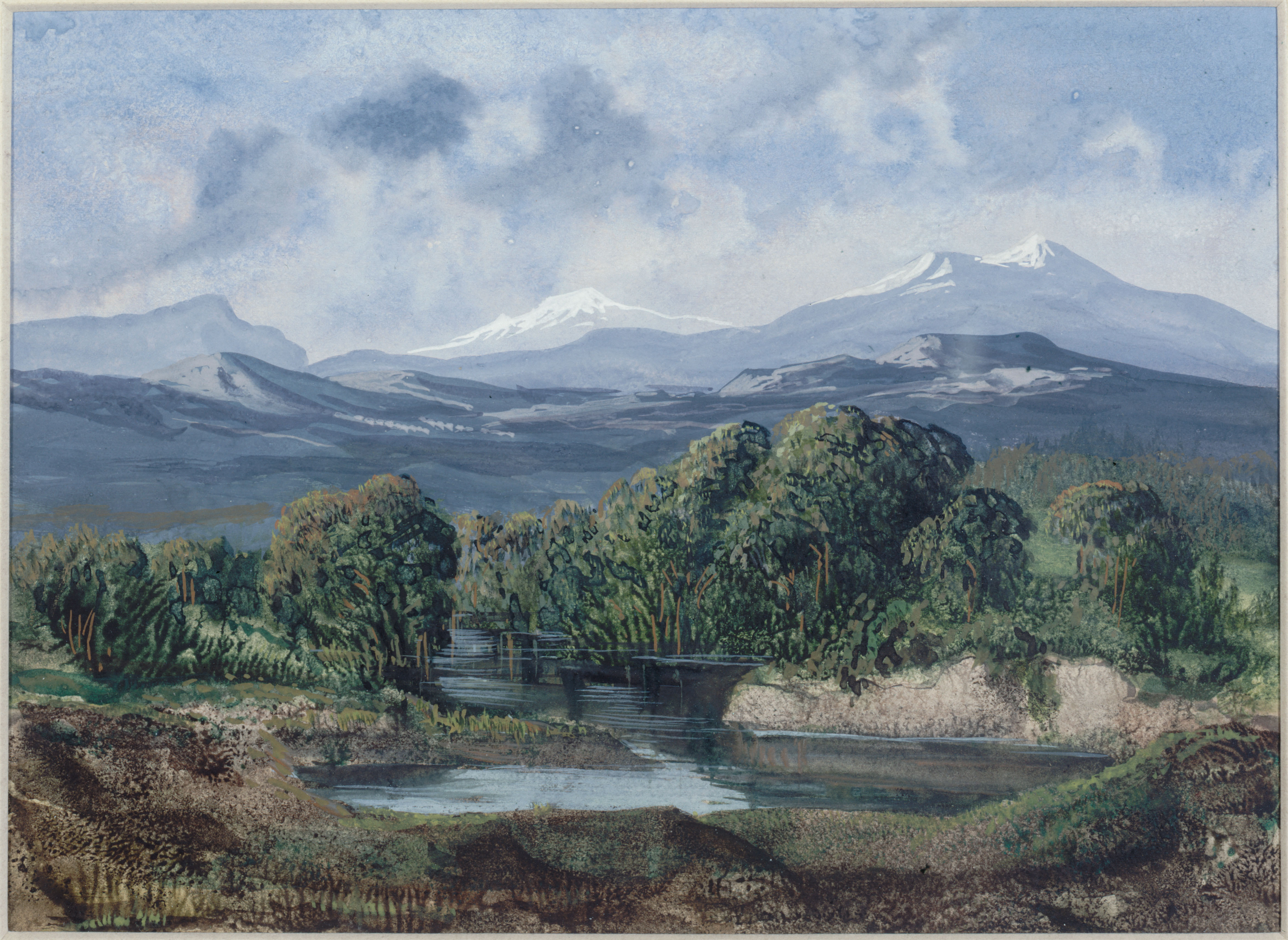
L'Etna, aquarelle réalisée selon la technique de la dendrite (Paris, musée de la vie romantique).
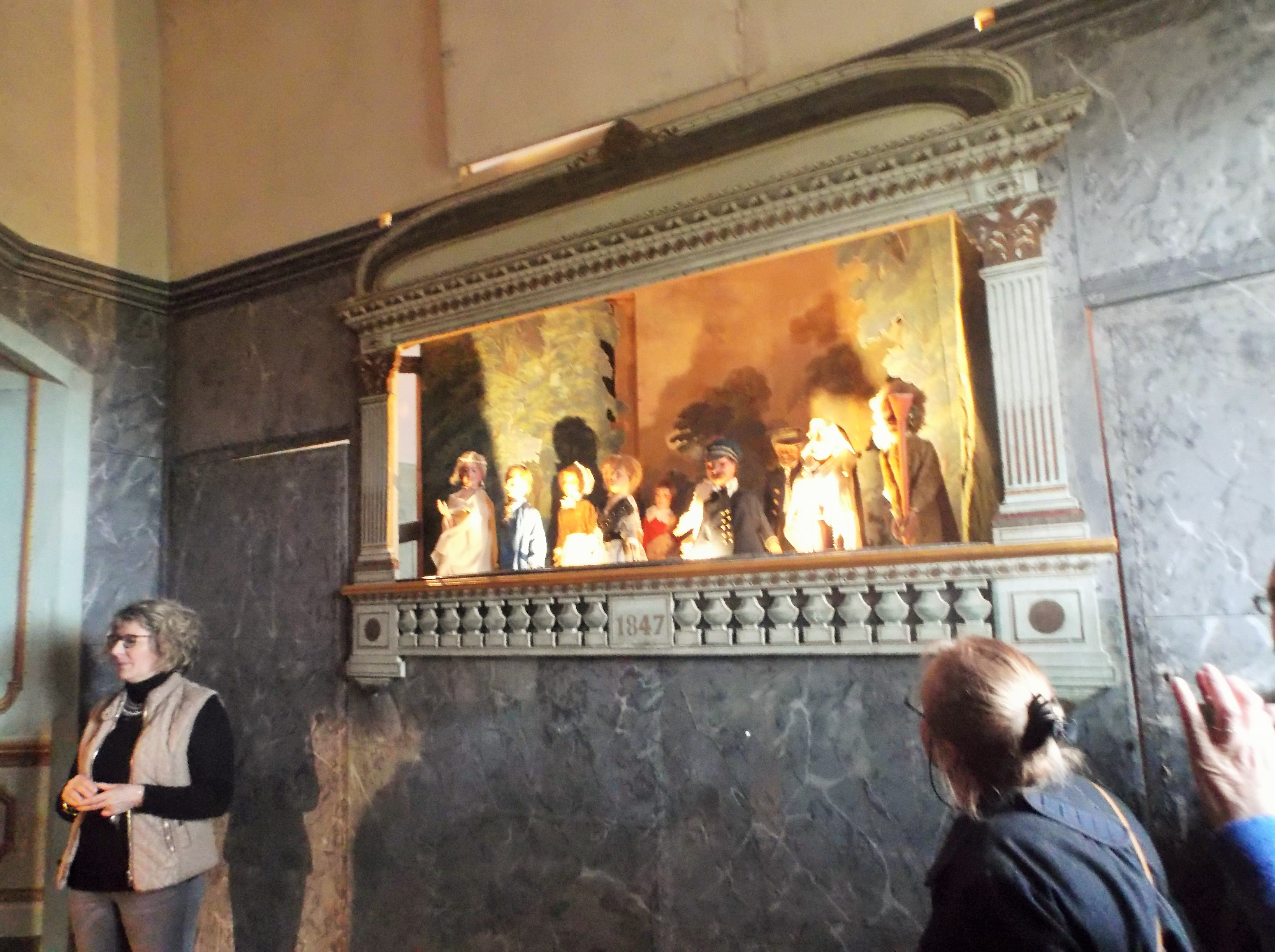
Le théâtre de marionnettes du domaine de Nohant, dont Maurice fabriquait les marionnettes et les décors.
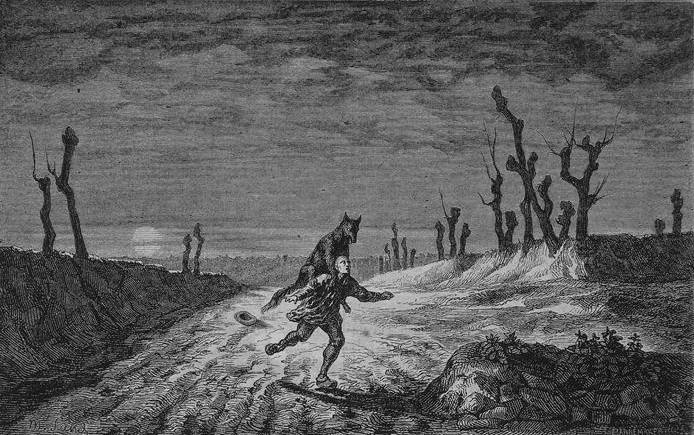
Le Loup-garou, gravure de Maurice Sand (1857) illustrant une légende du Berry.
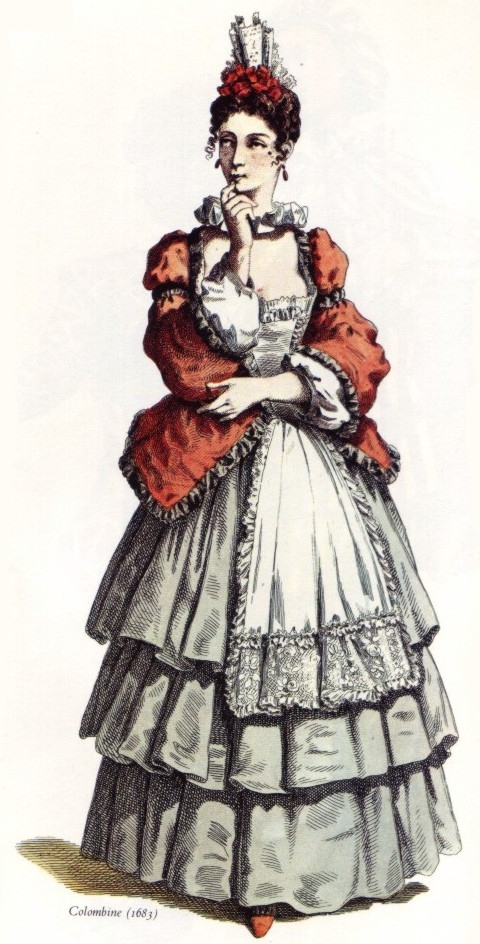
Gravure représentant Colombine dans une série illustrant les figures du théâtre comique italien (1860).

## Œuvres
Au cours de sa vie, Maurice Sand touche à plusieurs domaines : le dessin (en particulier l'art de la dendrite  qu'il apprit aux côtés de sa mère), la peinture, la littérature, la géologie, les sciences, et le théâtre de marionnettes qu'il pratiqua avec passion dans la propriété familiale de Nohant.

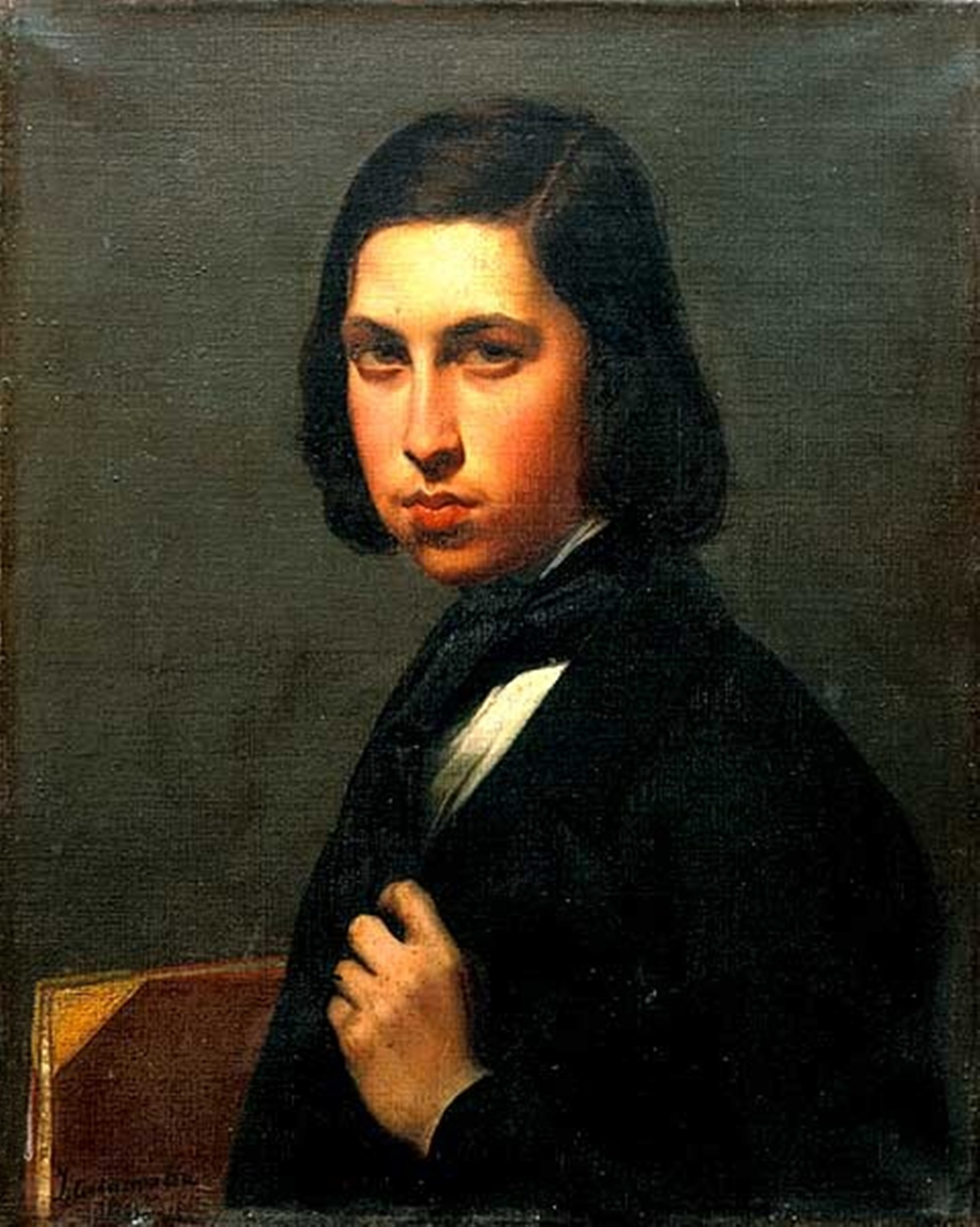
Joséphine Raoul-Rochette Calamatta, Portrait de Maurice Sand (1845), château de Nohant.

### Romans, nouvelles, récits
- Le Québec : lettres de voyage (1862; réimp. Paris, Magellan & Cie, 2006  (ISBN 9782350740256) ;
- Callirhoé (Paris, M. Lévy frères, 1864, roman scientifique) ;
- Raoul de la Chastre : aventures de guerre et d’amour (Paris, M. Lévy frères, 1865) ;
- La Fille du singe (Paris, P. Ollendorff, 1866, roman scientifique et comique) ;
- Le Coq aux cheveux d’or (Paris, Librairie Internationale, 1867) ;
- Miss Mary (Paris, Michel Lévy frères, 1868) ;
- Mademoiselle Azote. André Beauvray (Paris, Lévy, 1870, roman scientifique) ;
- L’Augusta (Paris, Michel Lévy frères, 1872) ;
- Six mille lieues à toute vapeur (Revue des Deux Mondes, 1862[6]; Paris, M. Lévy frères, 1873; réimp. Paris, Guénégaud, 2000)  (ISBN 9782850230981) ;
- Mademoiselle de Cérignan (Paris, Michel-Lévy frères, 1874) ;
- Carnets de voyage, de 1840 à 1887 : 8 recueils de dessins, rapportés de ses voyages en France, Espagne, Italie, États-Unis, Afrique, conservés à la Bibliothèque historique de la Ville de Paris[7].

### Théâtre
- George Sand et le Théâtre de Nohant (Paris, les Cent une, 1930) ;
- Le Théâtre des marionnettes (Paris, Calmann Lévy, 1890) ;
- Recueil des principaux types créés avec leurs costumes sur le théâtre de Nohant, [S.l. s.n.], 1846-1886 ;

### Publications savantes
- Catalogue raisonné des lépidoptères du Berry & de l’Auvergne (Paris, E. Deyrolle 1879) ;
- L’Atelier d’Eugène Delacroix de 1839 à 1848 (Paris, Fondation George et Maurice Sand, 1963) ;
- Masques et Bouffons (comédie italienne), texte et dessins, préf. George Sand, 1860[8] ;
- Le Monde des Papillons, préface de George Sand, suivi de l'Histoire naturelle des Lépidoptères d'Europe par A. Depuiset (Paris, Rothschild, 1867) ;

### Postérité
Une exposition intitulée « Maurice Sand, marionnettiste » est consacrée à ses œuvres de l'art de la marionnette entre le 8 juillet et le 24 septembre 2023 au musée de l'Ardenne, à Charleville-Mézières, en France. L'exposition présente une centaine d'œuvres de Maurice Sand, dont des marionnettes, des décors et des accessoires, mises à disposition par le Centre des monuments nationaux français qui les conserve dans la maison de George Sand de Nohant. Elle est organisée à l'occasion du bicentenaire de la naissance de l'artiste, et de la 22e édition du Festival mondial des théâtres de marionnettes qui a lieu à Charleville-Mézières en septembre 2023,.

## Œuvres dans les collections publiques
- Paris, musée de la vie romantique
- La Châtre, musée George Sand et de la Vallée Noire

## Représentations dans les arts
Le portrait de Maurice Sand adolescent, où il ressemble beaucoup à sa mère, est conservé dans le salon du château de Nohant à côté de son célèbre portrait par Auguste Charpentier, et celui de sa sœur Solange.

## Anecdote
La mort brutale du prélat Charles-Amable de La Tour d'Auvergne-Lauraguais (1826-1879) a inspiré cette malicieuse lettre à Maurice Sand, dont une copie fut envoyée par un correspondant à Gaston Chérau, auteur du roman Monseigneur Voyage (1903), savoureuse visite pastorale d'un évêque en Bas-Berry imaginée à partir de ce personnage : 

« J'ai perdu La Tour d'Auvergne mon archevêque (celui de Bourges). Il est mort subitement. Quel malheur ! 53 ans ! Si jeune ! Une si belle main et comme il bénissait ! Ah, quel joli goupillon vous perdez mesdames de Bourges et des environs ! »